# Ironic
Ironic – singel kanadyjsko-amerykańskiej piosenkarki Alanis Morissette, wydany 27 lutego 1996 i promujący trzeci album studyjny artystki pt. Jagged Little Pill z 1995. Utwór napisali Morissette i Glen Ballard, który był również producentem piosenki.
W 1996 ukazał się oficjalny teledysk do piosenki w reżyserii Stéphane’a Sednaoui. Wideoklip został nagrodzony trzema MTV Video Music Awards, m.in. w kategoriach nowy artysta i teledysk żeński, a w 1997 był nominowany do nagrody Grammy w kategorii Best Short Form Music Video.
Singel osiągnął sukces komercyjny, będąc notowanym na wielu listach przebojów na świecie, m.in. na pierwszym miejscu w Kanadzie oraz trzecim w Australii i Nowej Zelandii. Dotarł też na szczyt amerykańskich list Billboard Alternative Songs i Billboard Top 40 Mainstream oraz do czwartego miejsca Billboard Hot 100. Był notowany na wielu rocznych listach przebojów, m.in. na drugim miejscu w Kanadzie.
Singel uzyskał certyfikat złotej płyty w Australii, Francji, Nowej Zelandii i USA, gdzie został sprzedany w półmilionowym nakładzie, a także platynowej płyty w Wielkiej Brytanii.